# Чепмен, Минерва
Минерва Жозефина Чепман (англ. Minerva Josephine Chapman; 6 декабря 1858 года — 14 июня 1947 года) — американская художница. Мастер портретной миниатюры, пейзажа и натюрморта.

## Биография
Минерва Жозефина Чепман родилась 6 декабря 1858 года в деревне Альтмар (ранее носила название «Песчаный берег»).

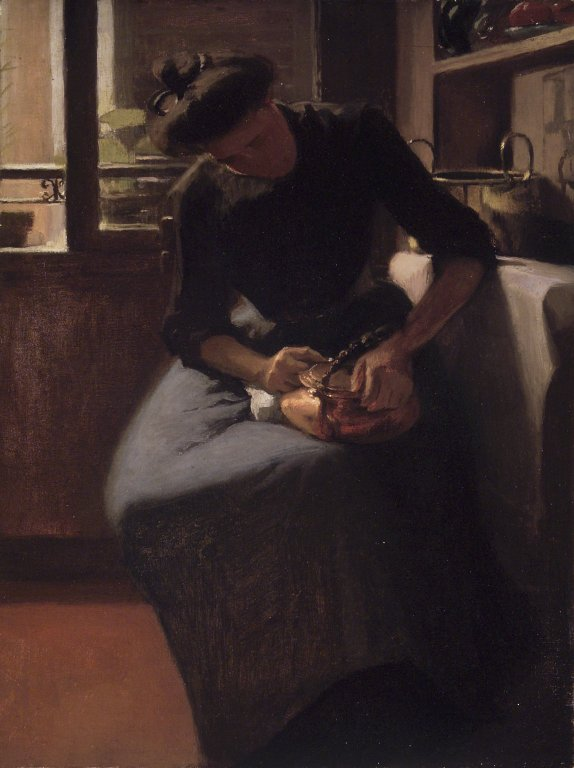
Минерва Чепмэн Женщина полирует чайник (1910—1914)

Её родителями были Жозефина и Джеймс Чепмен. М. Чепман выросла в Чикаго, Иллинойс. У неё были братья Уилберт, Ирвинг, Джеймс и младшая сестра Бланш.
Вскоре после рождения Минервы семья переехала в Чикаго, где её отец основал Первый национальный банк Чикаго.
Минерва Чепмен училась в колледже Маунт-Холиок в Южном Хэдли, штат Массачусетс. После окончания в 1875 году колледжа изучала живопись в Чикагском институте искусств, а через год поехала в Европу. Там она училась в Мюнхене, Риме, Лондоне и, наконец, в Париже в Академии Джулиана.
В 1906 году была избрана членом французского Национального общества изобразительных искусств (Société nationale des beaux-arts).
На протяжении большей части своей жизни жила в Париже с перемежающимися поездками в Чикаго. После войны снова жила в Париже, пока не вернулась в 1925 году в Соединённые Штаты по состоянию здоровья.
Как художник, Минерва Чепмен специализировалась на миниатюрной живописи. Рисовала акварелью натюрморты, пейзажи, портреты и рисунки. На выставках в США и Европе Чепмен завоевывала множество наград и медалей. Её картины выставлялись в Художественном институте Чикаго, в Нью-Йоркском обществе американских художников, в Американском обществе художников миниатюристов, в Обществе американских художников. В Лондоне выставлялась в Королевской академии искусств, в Международном художественном союзе, в Американском женском клубе и Американском клубе студентов искусств.
В 1925 году переехала в город Пало-Алто, штат Калифорния и продолжала рисовать до 1932 года, когда из-за плохого зрения оставила живопись. Чэпмен умерла 14 июня 1947 года в Пало-Альто.
Произведения художницы хранятся в коллекции Смитсоновского музея американского искусства, колледжа Холиок, в Национальном музее женского искусства в Вашингтоне, округ Колумбия, в Музее в Люксембургском саду (Париж) и в частных коллекциях.

## Галерея

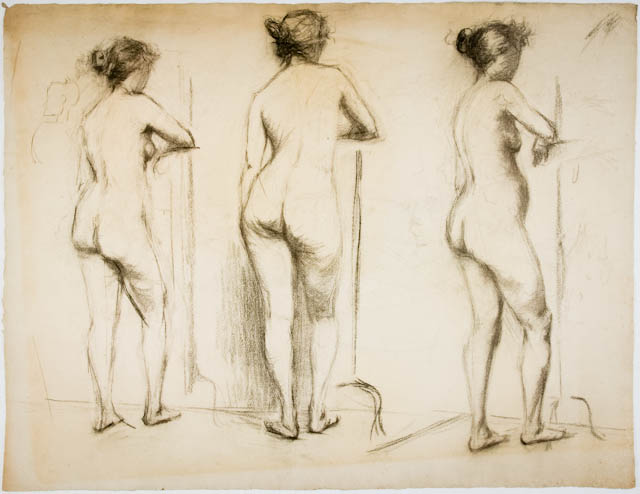
Минерва Чепмен. Обнаженные
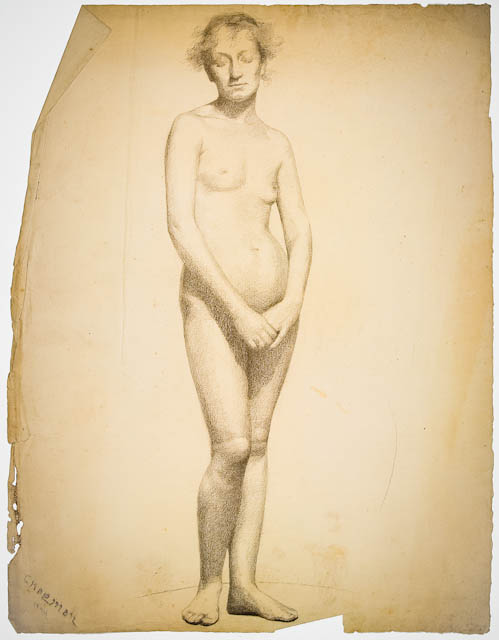
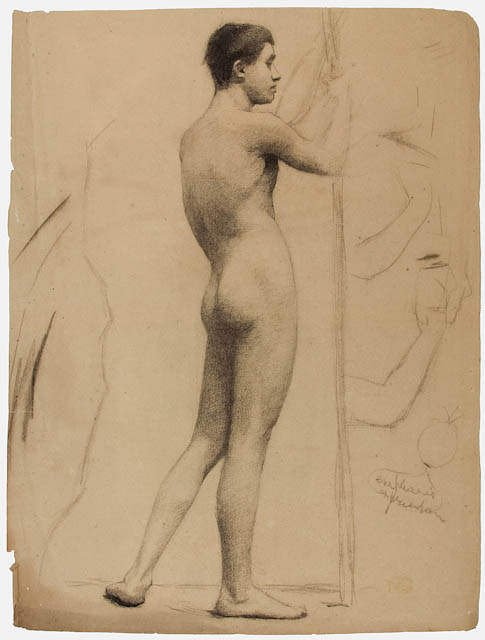
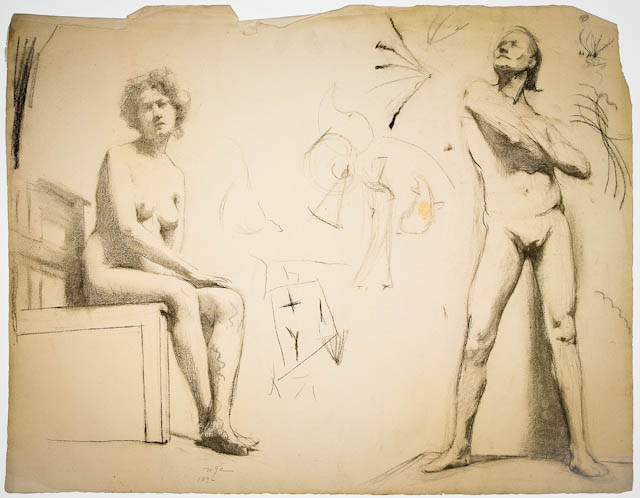
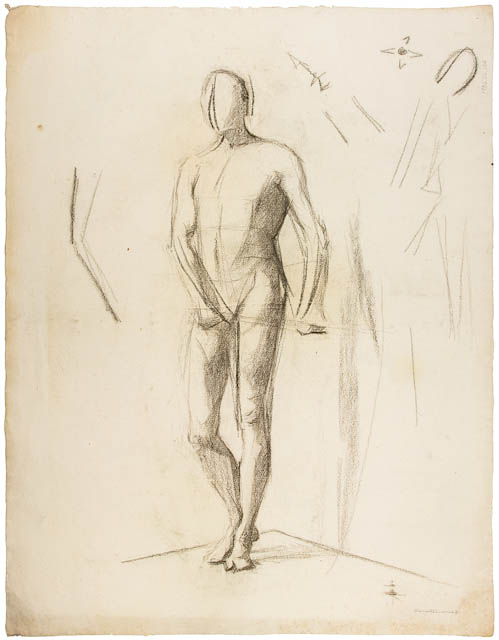